# Paul Gnaier
Paul Karl Rudolf Gnaier (* 8. März 1926 in Schnaitheim, einem Teilort von Heidenheim an der Brenz; † 25. November 2013) war ein deutscher Fechter und Sportfunktionär. Er war elffacher deutscher Meister.

## Ausbildung und Beruf
Nach der Mittleren Reife und einer Lehrzeit im Verwaltungsdienst absolvierte Paul Gnaier in Stuttgart ein Studium für den gehobenen Verwaltungsdienst, das er 1948 mit der Inspektorenprüfung abschloss. 1952 war er für ein Jahr zu einem Studienaufenthalt in den USA. 1953 wurde Paul Gnaier zum Leiter der Geschäftsstelle Schnaitheim der Stadtverwaltung Heidenheim bestellt. In dieser Position als Ortsvorsteher von Schnaitheim war er 37 Jahre lang, bis zu seiner Pensionierung im Jahre 1991, tätig. Er lebte mit seiner Frau Margarete, mit der er seit 1955 verheiratet war, bis zu seinem Tode in Heidenheim-Schnaitheim.

## Sportliche Erfolge
Im Alter von drei Jahren hatte Paul Gnaier einen schweren Unfall in der väterlichen Backstube, bei dem er die rechte Hand verlor. Trotzdem trieb er später Sport, war ein guter Leichtathlet und u. a. Kreismeister im Hochsprung. Im Kriegsjahr 1942 kam er erstmals mit dem Fechtsport in Berührung, der ihn sofort faszinierte. Sein erster großer Erfolg war 1944 die württembergische Jugendmeisterschaft im Florett. Später wurde der Degen, auf den er sich spezialisierte, seine Erfolgswaffe. Trainiert von dem Stuttgarter Fechtmeister Franz Kühner († 18. April 2007) wurde Paul Gnaier 1953 erstmals Deutscher Einzelmeister im Degen. Im Jahre 1956 gewann er mit der Heidenheimer Degenmannschaft zum ersten Mal die Deutsche Mannschaftsmeisterschaft. Insgesamt wurde Gnaier elfmal Deutscher Meister (viermal im Einzel, siebenmal mit der Mannschaft). Später war er noch achtmal Deutscher Seniorenmeister. Paul Gnaier nahm an drei Olympischen Spielen (1960 in Rom, 1964 in Tokio, 1968 in Mexiko-Stadt) und zehnmal an Weltmeisterschaften teil. Er wurde achtzigmal in die deutsche Nationalmannschaft berufen.

## Funktionen
Schon 1944, im Alter von 18 Jahren, übernahm Paul Gnaier als kommissarischer Leiter der Fechtabteilung die erste Führungsfunktion in seinem Verein. Er war dann bis 1974 technischer Leiter der Heidenheimer Fechtabteilung. Dem Vorstand des Württembergischen Fechterbundes (WFB) gehörte Paul Gnaier ab dessen Wiedergründung im Jahre 1949 an. Von 1971 bis 2006 war er Präsident des WFB. Diese mehr als 50-jährige verantwortungsvolle Tätigkeit in einem Landesverband des Sports ist äußerst ungewöhnlich.

## Aufbau des Fechtzentrums Heidenheim

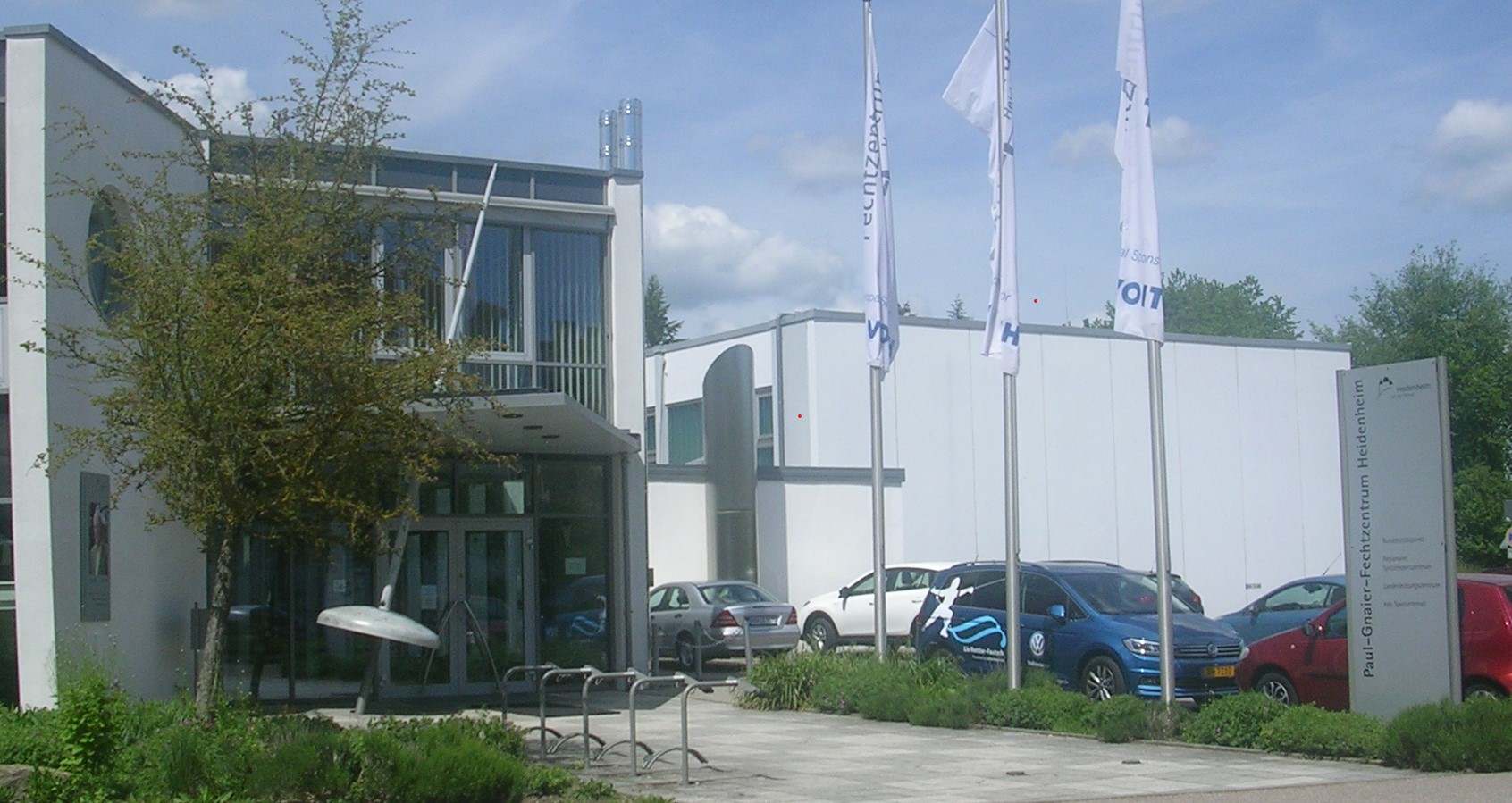
Paul-Gnaier-Fechtzentrum

Neben dem Leistungssport widmete sich Paul Gnaier schon früh auch organisatorischen Aufgaben. Angespornt durch die Konkurrenz aus dem nahegelegenen Tauberbischofsheim erreichte er 1970 die Anerkennung eines zweiten Landesleistungszentrums für Fechten in Heidenheim, 1973 dessen Anerkennung als Bundesstützpunkt, 1976 den Bau einer Fechthalle, 1979 die Einrichtung eines Teilinternats und 1986 eine nochmalige bauliche Erweiterung des Zentrums. Nach seinem Tod beschloss die Stadt Heidenheim, das Fechtzentrum in „Paul-Gnaier-Fechtzentrum Heidenheim“ umzubenennen.

## Ehrungen
- 1967 Goldener Sport-Ehrenring der Stadt Heidenheim
- 1969 Silbernes Lorbeerblatt
- 1971 Medaille d’Argent de la Jeunesse et des Sports
- 1976 Bundesverdienstkreuz am Bande
- 1986 Verdienstmedaille des Landes Baden-Württemberg
- 1991 Bürgermedaille der Stadt Heidenheim
- 1996 Bundesverdienstkreuz 1. Klasse,

Ehrenmitglied Deutscher Fechter-Bund
- 2006 Staufermedaille in Gold des Landes Baden-Württemberg

Ehrenpräsident des Württ. Fechterbundes